# Tragedy (canción de Bee Gees)
«Tragedy» es una canción lanzada por los Bee Gees, escrita por Barry, Robin y Maurice Gibb, incluida en su álbum de 1979 Spirits Having Flown. El sencillo alcanzó el número uno en el  UK (Reino Unido) en febrero de 1979 y repitió la hazaña el mes siguiente en el  "Billboard" Hot 100 de Estados Unidos. En Nueva Zelanda, Tragedy logró el éxito número 1 durante 6 semanas del 18 de marzo al 22 de abril.

## Origen
Barry, Robin y Maurice Gibb escribieron esta canción y «Too Much Heaven» en una tarde libre mientras no estaban filmando Sgt. Pepper's Lonely Hearts Club Band, en la que estaban protagonizando. Esa misma noche, escribieron «Shadow Dancing», que fue interpretada por Andy Gibb (y alcanzó el número uno en los Estados Unidos).
Aunque originalmente no estaba en Fiebre del sábado por la noche, posteriormente se agregó a la partitura musical de la versión West End de la película -  musical . La canción sacó a «I Will Survive» de Gloria Gaynor del primer puesto en los Estados Unidos durante dos semanas antes de que la canción volviera al número uno durante una semana más. «Tragedy» fue el segundo sencillo de los tres lanzados en el álbum que interrumpió la permanencia de una canción en el número uno. En los EE. UU., Se convertiría en el quinto de seis números uno consecutivos en un solo año, empatando el récord con Bing Crosby, Elvis Presley y the Beatles por mayor número consecutivo- en los EE. UU. en un solo año.
En 1979, NBC emitió The Bee Gees Special , que mostraba cómo se creó el efecto de sonido de la explosión. Barry puso sus manos sobre un micrófono e hizo un sonido explosivo con la boca. Luego, varios de estos sonidos se mezclaron creando un gran boom que se escuchó en el disco.

## Recepción
Revista Billboard sintió que la canción tenía una intensidad similar a «Stayin' Alive» y que tenía múltiples  gancho vocales e instrumentales y armonías "elegantes" .

## Cartas y certificaciones

### Rendimiento del gráfico

#### Gráficos semanales
| Gráfico (1979)                      | Número de posición |
| ----------------------------------- | ------------------ |
| Australia (Kent Music Report)       | 2                  |
| Austria (Ö3 Austria Top 40)         | 2                  |
| Bélgica (Flandes) (Ultratop 50)     | 3                  |
| Canadian RPM Disco Singles          | 7                  |
| Canadiense RPM Top Singles          | 1                  |
| Eurochart Hot 100 Singles           | 1                  |
| Finlandia (Suomen virallinen lista) | 7                  |
| Francia (SNEP)                      | 1                  |
| Irlanda (IRMA)                      | 1                  |
| Italia (FIMI)                       | 1                  |
| Japón (Oricon)                      | 32                 |
| Países Bajos (Dutch Top 40)         | 4                  |
| Países Bajos (Mega Single Top 100)  | 5                  |
| Nueva Zelanda (Recorded Music NZ)   | 1                  |
| Noruega (VG-lista)                  | 4                  |
| Sudáfrican Gráfico                  | 2                  |
| España (PROMUSICAE)                 | 1                  |
| Suecia (Sverigetopplistan)          | 6                  |
| Suiza (Schweizer Hitparade)         | 2                  |
| UK (Official Charts Company)        | 1                  |
| US Billboard Hot 100                | 1                  |
| US Billboard Adult Contemporary     | 19                 |
| US Billboard Hot Dance Club Play    | 22                 |
| US Billboard Hot R&B Singles        | 44                 |
| US Cash Box                         | 1                  |
| US Record World Sencillo            | 1                  |

## Versión de Steps
En 1998, Steps hizo una versión de "Tragedy", lanzándolo como un sencillo de doble lado A con el tema "Heartbeat". Debutó en el No.2 en las listas del Reino Unido antes de escalar al n.º 1, llegando a ser platino. "Tragedy" ha vendido más copias que los tres sencillos anteriores del grupo juntos. Estuvo 18 semanas en el Top 20 y 30 semanas en la lista.

## Celldweller
En abril de 2006, la banda de Rock industrial y electrónica Celldweller lanzó una versión de "Tragedy" en iTunes, BuyMusic, Napster y varias otras compañías que venden música en Internet. Aunque el sencillo tiene su carátula, no existe un lanzamiento oficial en CD.